# Liste der Bodendenkmale in Waddeweitz
In der Liste der Bodendenkmale in Waddeweitz sind alle Bodendenkmale der niedersächsischen Gemeinde Waddeweitz aufgelistet. Die Quelle ist der Denkmalatlas Niedersachsen. Der Stand der Liste ist der 6. Juli 2024.

## Allgemein
In den Spalten finden sich folgende Informationen des Bodendenkmales :
- Lage        : geographische Koordinaten
- Bezeichnung : Bezeichnung lt. Denkmalatlas
- Beschreibung: Beschreibung lt. Denkmalatlas
- ID          : Objekt-ID
- Bild        : Bild, ggf. zusätzlich mit Link zu weiteren Fotos im Medienarchiv Wikimedia Commons.

## Bischof
| Lage                         | Bezeichnung          | Beschreibung | ID                              | Bild |
| ---------------------------- | -------------------- | --- | ------------------------------- | ---- |
| 52° 58′ 29″ N, 10° 57′ 17″ O | Bischof 1, Grabhügel | Dm. 15 m, H. bis 1,3 m. Im Zentrum ein 0,5 m tiefes Grabungsloch von ca. 1 × 1 m. | 28914590                        | BW   |
| 52° 58′ 29″ N, 10° 57′ 8″ O  | Bischof 2, Landwehr  | Die Länge des Landwehrabschnittes in der Gmkg. Bischof betrug ehemals ca. 650 m. Er besteht heute teilweise aus zwei Wällen mit innen liegendem Graben, teilweise ist einer der Wälle abgetragen. Die Wälle haben eine Basisbreite von 3,5 bis 4 m und eine Höhe von bis zu 0,5 m, die Breite des Grabens beträgt 3 bis 3,5 m und die Tiefe 0,3 bis 0,6 m. | 35527875/1/-/ 28914591 35527875 | BW   |
| 52° 58′ 31″ N, 10° 57′ 28″ O | Bischof 3, Landwehr  | Der Landwehrabschnitt in der Gmkg. Bischof (FStNr. 3) hatte ursprünglich eine Länge von ca. 1,2 km. Erhalten ist nur noch ein kurzes Teilstück von 220 m Länge mit verschliffenem Wall und südlich vorgelagertem Graben. Die Wallbreite beträgt ca. 5 m, die Höhe bis zu 0,5 m. Der Graben hat eine Breite von 3-4 m und eine Tiefe von ca. 0,8 m.         | 35527796/1/-/ 28915247 35527796 | BW   |

## Dickfeitzen
| Lage                         | Bezeichnung                  | Beschreibung | ID                              | Bild |
| ---------------------------- | ---------------------------- | --- | ------------------------------- | ---- |
| 52° 59′ 35″ N, 10° 54′ 27″ O | Dickfeitzen 2, Großsteingrab | Laut Sprockhoff (1929): „In einem 1 m hohen Hügel von 15 m Länge und 12 m Breite findet sich eine tiefe Eingrabung, in der größere Steine, der Rest einer zerstörten Steinkammer, liegen. Nur eine wissenschaftliche Untersuchung vermöchte Aufschluß über die ursprüngliche Form des Grabes zu geben“. Maße und Zustand sind unverändert, weitere Findlinge sind außerhalb der Kammer abgelagert, an den Wurzeln eines umgestürzten Baumes liegen kleinere plattige Granitsteine, möglicherweise vom Zwickelmauerwerk.                                                                            | 35527856/1/-/ 28914483 35527856 | BW   |
| 52° 59′ 47″ N, 10° 56′ 1″ O  | Dickfeitzen 5, Landwehr      | In der Gemarkung Dickfeitzen war die Strecke ca. 3 km lang. In Abschnitten ist südlich von Dickfeitzen noch etwa 1 km in unterschiedlichem Zustand erhalten. Die Landwehr besteht hier aus zwei parallelen Wällen mit innenliegendem Graben: Wall-Breite 3 - 4 m, Höhe 0,4 - 0,6 m; Graben-Breite 2,5 - 3 m, Tiefe 0,6 -0,8 m. Etwa auf der Höhe von Dickfeitzen ist auf historischen Karten das Landwehrsystem auf ca. 1000 m Länge unterbrochen und erst östlich und nordöstlich der Ortschaft Kröte wieder verzeichnet. Der genaue Verlauf von etwa 600 m Länge in diesem Abschnitt ist unklar. | 35530797/1/-/ 28914102 35530797 | BW   |
| 52° 59′ 47″ N, 10° 56′ 1″ O  | Dickfeitzen 6, Landwehr      | Der Abschnitt in der Gmkg. Dickfeitzen ist auf ca. 250 m Länge erhalten, es handelt sich um 2 parallele Wälle mit innenliegendem Graben. Wall-Br. jeweils bis 4 m, H. ca. 0,3 m. Graben-Br. ca. 3 m, T. 0,5 m; durch Waldweg unterbrochen. Laut Geländebefund sowie Kurhannoversche Landesaufnahme setzte sich die Landwehr nach Westen nicht weiter fort. | 35530688/1/-/ 35530595 35530688 | BW   |

### Dickfeitzen 10
ID:28913998
5 Grabhügel. Dm. 4–8 m, H. 0,3–0,7 m. Möglicherweise sind im welligen Gelände dieser Waldparzelle weitere kleine Grabhügel vorhanden, die obertägig nicht mehr gut erkennbar sind.

| Lage                        | Bezeichnung    | Beschreibung                                                              | ID       | Bild |
| --------------------------- | -------------- | ------------------------------------------------------------------------- | -------- | ---- |
| 52° 59′ 50″ N, 10° 56′ 5″ O | Dickfeitzen 10 | Annähernd rund, Dm. ca. 8 m, H. ca. 0,7 m.                                | 35513228 | BW   |
| 52° 59′ 51″ N, 10° 56′ 5″ O | Dickfeitzen 11 | Annähernd rund, Dm. ca. 4,5 m, H. ca. 0,3 m.                              | 35513249 | BW   |
| 52° 59′ 50″ N, 10° 56′ 4″ O | Dickfeitzen 12 | Annähernd rund, Dm. ca. 5 m, H. ca. 0,7 m.                                | 35513261 | BW   |
| 52° 59′ 50″ N, 10° 56′ 5″ O | Dickfeitzen 13 | Annähernd rund, Dm. ca. 6 m, H. bis 0,5 m. Gelände nach S weiter fallend. | 35513276 | BW   |
| 52° 59′ 50″ N, 10° 56′ 5″ O | Dickfeitzen 14 | Annähernd rund, Dm. ca. 4,5 cm, H. ca. 0,3 m.                             | 35513291 | BW   |

### Dickfeitzen 30
ID:28914098
Feld mit 43 Grabhügeln

| Lage                         | Bezeichnung    | Beschreibung | ID       | Bild |
| ---------------------------- | -------------- | --- | -------- | ---- |
| 52° 59′ 26″ N, 10° 54′ 45″ O | Dickfeitzen 30 | Annähernd rund, Durchmesser ca. 10 Meter und Höhe bis 1 Meter, über den Hügel verläuft Holzrückspur.               | 35837616 | BW   |
| 52° 59′ 25″ N, 10° 54′ 45″ O | Dickfeitzen 31 | Annähernd rund, Durchmesser ca. 6 Meter und Höhe ca. 0,4 Meter, am Ost-Rand Einkuhlung.                            | 35837628 | BW   |
| 52° 59′ 26″ N, 10° 54′ 44″ O | Dickfeitzen 32 | Annähernd rund, Durchmesser ca. 4 Meter und Höhe bis 0,3 Meter, über den Hügel verläuft Holzrückspur.              | 35837640 | BW   |
| 52° 59′ 26″ N, 10° 54′ 44″ O | Dickfeitzen 33 | Annähernd rund, Durchmesser ca. 5 Meter und Höhe bis 0,3 Meter,Einkuhlungen am Nord- und West-Rand.                | 35837652 | BW   |
| 52° 59′ 26″ N, 10° 54′ 44″ O | Dickfeitzen 34 | Rund, Durchmesser ca. 5 Meter und Höhe ca. 0,5 Meter, am Nord- und Ost-Rand Einkuhlungen.                          | 35837664 | BW   |
| 52° 59′ 26″ N, 10° 54′ 44″ O | Dickfeitzen 35 | | 35837676 | BW   |
| 52° 59′ 26″ N, 10° 54′ 43″ O | Dickfeitzen 36 | Annähernd rund, Durchmesser ca. 6 Meter und Höhe bis 0,4 Meter.                                                    | 35837688 | BW   |
| 52° 59′ 26″ N, 10° 54′ 43″ O | Dickfeitzen 37 | Annähernd rund, Durchmesser ca. 5 Meter und Höhe bis 0,4 Meter.                                                    | 35837706 | BW   |
| 52° 59′ 26″ N, 10° 54′ 42″ O | Dickfeitzen 38 | | 35837719 | BW   |
| 52° 59′ 26″ N, 10° 54′ 42″ O | Dickfeitzen 39 | Annähernd rund, Durchmesser ca. 7 Meter und Höhe bis 0,6 Meter.                                                    | 35837739 | BW   |
| 52° 59′ 26″ N, 10° 54′ 41″ O | Dickfeitzen 40 | Runde, Durchmesser ca. 9 Meter und Höhe bis 1 Meter, am Nordwest-Rand Einkuhlung.                                  | 35837752 | BW   |
| 52° 59′ 27″ N, 10° 54′ 45″ O | Dickfeitzen 41 | | 35837772 | BW   |
| 52° 59′ 26″ N, 10° 54′ 45″ O | Dickfeitzen 42 | Annähernd rund, Durchmesser ca. 5 Meter und Höhe ca. 0,4 Meter                                                     | 35837792 | BW   |
| 52° 59′ 26″ N, 10° 54′ 45″ O | Dickfeitzen 43 | Annähernd rund, Durchmesser ca. 6 Meter und Höhe bis 0,3 Meter, am West-Rand Einkuhlung.                           | 35837806 | BW   |
| 52° 59′ 27″ N, 10° 54′ 44″ O | Dickfeitzen 44 | Annähernd rund, Durchmesser ca. 8 Meter und Höhe ca. 0,6 Meter.                                                    | 35837818 | BW   |
| 52° 59′ 27″ N, 10° 54′ 44″ O | Dickfeitzen 45 | Annähernd rund, Durchmesser ca. 7 Meter und Höhe bis 0,6 Meter, am Nord-Rand durch Holzrückspur angeschnitten.     | 35837830 | BW   |
| 52° 59′ 27″ N, 10° 54′ 44″ O | Dickfeitzen 46 | Unförmig, Dm. bis 4,5 m, H. bis 0,4 m. Kuppenmulde; Einsenkungen am Hügelrand von Ost bis Nordwest.                | 35837843 | BW   |
| 52° 59′ 27″ N, 10° 54′ 44″ O | Dickfeitzen 47 | Annähernd rund, Dm. bis 4 m, H. ca. 0,3 m; überzogen von Holzrückspuren.                                           | 35837856 | BW   |
| 52° 59′ 27″ N, 10° 54′ 44″ O | Dickfeitzen 48 | Annähernd rund, Dm. bis 6 m, H. ca. 0,3 m; am Ost-Rand Einkuhlung.                                                 | 35837871 | BW   |
| 52° 59′ 27″ N, 10° 54′ 43″ O | Dickfeitzen 49 | Annähernd rund, Dm. ca. 4 m, H. ca. 0,3 m. Am Nordwest-Rand Einkuhlung; am Süd-Rand Holzrückspur.                  | 35837886 | BW   |
| 52° 59′ 26″ N, 10° 54′ 43″ O | Dickfeitzen 50 | Annähernd rund, Durchmesser ca. 6 Meter und Höhe bis 0,3 Meter.                                                    | 35837907 | BW   |
| 52° 59′ 26″ N, 10° 54′ 43″ O | Dickfeitzen 51 | Annähernd rund, Durchmesser ca. 6 Meter und Höhe bis 0,3 Meter.                                                    | 35837921 | BW   |
| 52° 59′ 26″ N, 10° 54′ 42″ O | Dickfeitzen 52 | Annähernd rund, Dm. ca. 10,5 cm, H. ca. 1,2 m, steil geböscht. Über den Hügel verläuft Holzrückspur.               | 35837939 | BW   |
| 52° 59′ 28″ N, 10° 54′ 42″ O | Dickfeitzen 53 | Annähernd rund, Dm. ca. 10,5 cm, H. ca. 1,2 m, steil geböscht. Über den Hügel verläuft Holzrückspur.               | 35837964 | BW   |
| 52° 59′ 28″ N, 10° 54′ 41″ O | Dickfeitzen 54 | Annähernd rund, Dm. ca. 5 m, H. bis 0,4 m; am Nord-Rand eine Einkuhlung.                                           | 35837988 | BW   |
| 52° 59′ 27″ N, 10° 54′ 41″ O | Dickfeitzen 55 | Annähernd rund, Dm. ca. 6 m, H. bis 0,5 m; am Südost-Rand eine Einkuhlung.                                         | 35838008 | BW   |
| 52° 59′ 27″ N, 10° 54′ 41″ O | Dickfeitzen 56 | Annähernd rund, Dm. ca. 8 m, H. ca. 0,8 m; Einkuhlungen am Nord- und Südwest-Rand.                                 | 35838035 | BW   |
| 52° 59′ 27″ N, 10° 54′ 41″ O | Dickfeitzen 57 | Rund, Durchmesser ca. 9 Meter und Höhe ca. 0,8 Meter, hochgewölbt, Gelände nach Nordosten weiter fallend.          | 35838049 | BW   |
| 52° 59′ 27″ N, 10° 54′ 40″ O | Dickfeitzen 58 | Rund, Durchmesser ca. 5 Meter und Höhe ca. 0,3 Meter.                                                              | 35838067 | BW   |
| 52° 59′ 28″ N, 10° 54′ 45″ O | Dickfeitzen 59 | Annähernd rund, Dm. ca. 4,5 m, H. bis 0,4 m. An der Oberfläche Einkuhlungen; über den Hügel verläuft Holzrückspur. | 35838090 | BW   |
| 52° 59′ 28″ N, 10° 54′ 44″ O | Dickfeitzen 60 | Annähernd rund, Dm. ca. 4 m, H. ca. 0,3 m. Eindellung im Osten.                                                    | 35838104 | BW   |
| 52° 59′ 28″ N, 10° 54′ 44″ O | Dickfeitzen 61 | Annähernd rund, Dm. 8 m, H. bis 0,9 m; Einkuhlungen am Nordwest- und Nordost-Rand.                                 | 35838118 | BW   |
| 52° 59′ 28″ N, 10° 54′ 43″ O | Dickfeitzen 62 | Annähernd rund, Dm. ca. 5 m, H. bis 0,4 m; über den Hügel verläuft Fahrzeugspur.                                   | 35838142 | BW   |
| 52° 59′ 28″ N, 10° 54′ 43″ O | Dickfeitzen 63 | Annähernd rund, Dm. ca. 6 m, H. ca. 0,4 m; Einkuhlungen am Nordwest- und Südost-Rand.                              | 35838154 | BW   |
| 52° 59′ 27″ N, 10° 54′ 43″ O | Dickfeitzen 64 | Rund, Dm. 7 m, H. ca. 1 m; am Nord-Rand eine Einkuhlung.                                                           | 35838166 | BW   |
| 52° 59′ 27″ N, 10° 54′ 44″ O | Dickfeitzen 65 | Annähernd rund, Durchmesser ca. 6 Meter und Höhe bis 0,4 Meter, am Nordwest-Rand Einkuhlung.                       | 35838178 | BW   |
| 52° 59′ 27″ N, 10° 54′ 43″ O | Dickfeitzen 66 | Rund, Dm. 8,5 m, H. ca. 1 m, hoch gewölbt; am Nordwest-Rand Einkuhlung.                                            | 35838190 | BW   |
| 52° 59′ 28″ N, 10° 54′ 42″ O | Dickfeitzen 67 | Rund, Dm. 7,5 m, H. ca. 1 m; am NO-Rand Einkuhlung.                                                                | 35838202 | BW   |
| 52° 59′ 27″ N, 10° 54′ 42″ O | Dickfeitzen 68 | Annähernd rund, Dm. ca. 6,5 cm, H. ca. 0,4 m.                                                                      | 35838214 | BW   |
| 52° 59′ 27″ N, 10° 54′ 42″ O | Dickfeitzen 69 | Annähernd rund, Durchmesser ca. 5 Meter und Höhe bis 0,4 Meter, am Nord-Rand Fahrzeugspur.                         | 35838226 | BW   |
| 52° 59′ 28″ N, 10° 54′ 43″ O | Dickfeitzen 70 | Etwas unförmig, Dm. ca. 3,5 m, H. bis 0,3 m.                                                                       | 35838238 | BW   |
| 52° 59′ 28″ N, 10° 54′ 43″ O | Dickfeitzen 71 | Etwas unförmig, Dm. ca. 3,5 m, H. bis 0,3 m.                                                                       | 35838251 | BW   |
| 52° 59′ 28″ N, 10° 54′ 43″ O | Dickfeitzen 72 | Annähernd rund. Dm. ca. 5,5 m, H. bis 0,4 m.                                                                       | 35838263 | BW   |

## Gohlau
| Lage                        | Bezeichnung             | Beschreibung | ID       | Bild |
| --------------------------- | ----------------------- | --- | -------- | ---- |
| 53° 1′ 27″ N, 10° 55′ 17″ O | Gohlau 4, Großsteingrab | Erdhügel von ca. 18 m Länge und 11 m Breite, H. ca. 0,5 m. Im Zentrum sieben Findlinge, offenbar die Reste der Kammer, etwa in Nord-Süd-Richtung. Außerhalb des Erdhügels fünf Findlinge, die wohl Bestandteile der Umfassung sind. Bereits 1929 konnte Sprockhoff nur noch Relikte des Grabes beschreiben: „Rest eines Hünenbettes. Verschleppte Umfassungssteine, gesprengte und umherliegende Kammersteine und ein flacher mit einer Einsenkung umgebener Hügel machen es ohne Untersuchung schwer, in diesem Befund das gleiche, von v. Estorff im Jahre 1836 vermessene und sehr genau beschriebene Grab wiederzuerkennen, daß er in einem Stahlstich veröffentlicht hat“. Laut von Estorff wies die Anlage eine Grabkammer mit 14 Wand- und sechs Decksteinen und eine aus 16 Steinen bestehende Umfassung auf. Beschildert und mit Erläuterungstafel versehen. | 28914609 |      |
| 53° 0′ 39″ N, 10° 54′ 16″ O | Gohlau 5, Großsteingrab | Laut Sprockhoff (1929): „Rest eines Hünenbettes in Richtung Nordwest-Südost, und zwar das Südostende mit der Kammer. Von der Umfassung steht kein Stein mehr an alter Stelle, sie sind zumeist nach außen gefallen. Dagegen ist die Kammer noch verhältnismäßig gut erhalten. In situ stehen der südöstliche Abschlußstein, sechs Träger der südwestlichen Langseite und vier Träger der nordöstlichen Langseite. Ein Deckstein liegt zerbrochen in der Kammer. Zwei in der Erde steckende Steine zwischen Kammer und Umfassung scheinen, zumal sie auf eine Lücke in der südwestlichen Langseite der Kammer weisen, die in situ befindlichen Wandsteine des Ganges zu sein. Die lichte Weite der Kammer mag 7 m zu 1,5 m betragen haben“. Heute unverändert. Die Kammer liegt in einem Erdhügel von 13 m L., 8 m Br. und bis 1,2 m H. Zahlreiche Steine der Umfassung befinden sich noch auf dem Erdhügel, etliche aber fehlen. Im Südwesten in einer Kuhle weitere Findlinge, die wohl auch von der Umfassung stammen. | 28914610 |      |
| 53° 0′ 1″ N, 10° 54′ 30″ O  | Gohlau 7, Großsteingrab | Von Sprockhoff (1929) wie folgt beschrieben: „Arg zerstörter Rest einer Steinkammer in Richtung Nordwest-Südost in einem ovalen flachen Hügel von 16 m Länge und 10 m Breite. Ein Trägerstein der nordöstlichen Langseite steht in situ. Ein Dutzend weiterer Steine liegt wahllos umher. Überdies ist der Hügel stark mit Geröllsteinen belegt, wohl Lesefrüchte aus dem Acker“. Heute ist der Erdhügel weiter abgepflügt und misst nur noch ca. 10 m × 10 m und 0,8 m Höhe. | 28914612 |      |

### Gohlau 14
ID:28914103
Von ursprünglich angeblich fünf, 1959 bereits stark gestörten Grabhügeln sind nur noch zwei mit 5–6 m Dm. und 0,4–0,6 m H. erhalten.

| Lage                        | Bezeichnung | Beschreibung                                                         | ID       | Bild |
| --------------------------- | ----------- | -------------------------------------------------------------------- | -------- | ---- |
| 53° 0′ 40″ N, 10° 53′ 32″ O | Gohlau 14   | Annähernd rund; Dm. ca. 6 m, H. bis 0,6 m. Alte zentrale Eingrabung. | 35509568 | BW   |
| 53° 0′ 41″ N, 10° 53′ 32″ O | Gohlau 15   | Annähernd rund; Dm. ca. 5 m, H. bis 0,4 m. Alte zentrale Eingrabung. | 35509581 | BW   |

## Klein Gaddau
| Lage                         | Bezeichnung              | Beschreibung | ID                              | Bild |
| ---------------------------- | ------------------------ | --- | ------------------------------- | ---- |
| 52° 59′ 45″ N, 10° 59′ 13″ O | Klein Gaddau 1, Landwehr | In der Gemarkung Klein Gaddau verlief die Landwehr laut der Kurhannoverschen Landesaufnahme (Blatt 87 Lüchow von 1776) über eine Strecke von ca. 1,5 km. Sie ist bis auf einen geringen Rest obertägig zerstört. Im Westen führte die Landwehr zunächst in SSW-NNO-Richtung. Das westlich von ihr gelegene Feld trägt in der Karte den Flurnamen „Hinter dem Landgraben“, heute noch „Landgraben“. Danach ging sie nach Osten, wobei südlich der Ortslage Kukate keine Landwehr verzeichnet ist; der Verlauf ist hier unklar. Am östlichen Ende ist noch ein kleiner Wallabschnitt auf ca. 70 m Länge verschliffen und überformt erhalten; Wall-Breite ca. 3,5 m, Höhe bis 0,5 m. Im Norden grenzt ein modernisierter Graben an. | 35546857/1/-/ 35546823 35546857 | BW   |

## Marlin
| Lage                        | Bezeichnung         | Beschreibung | ID       | Bild |
| --------------------------- | ------------------- | ------------ | -------- | ---- |
| 53° 0′ 25″ N, 10° 59′ 42″ O | Marlin 10, Landwehr |              | 35546935 | BW   |

## Salderatzen
| Lage                        | Bezeichnung               | Beschreibung | ID       | Bild |
| --------------------------- | ------------------------- | --- | -------- | ---- |
| 52° 59′ 14″ N, 11° 0′ 55″ O | Salderatzen 8, Grabhügel  | Annähernd rund; Dm. ca. 9 m, H. 0,7 m. Durch Tierbau gestört.                                                                  | 28906252 | BW   |
| 52° 59′ 14″ N, 11° 0′ 56″ O | Salderatzen 9, Grabhügel  | Annähernd rund; Dm. ca. 10 m, H. 0,7 m. Einkuhlungen an der Oberfläche.                                                        | 28906255 | BW   |
| 52° 59′ 15″ N, 11° 0′ 57″ O | Salderatzen 10, Grabhügel | Annähernd rund; Dm. 9 m, H. 0,7 m. Abgeflachte Kuppe mit leichter Mulde. Im Westen verwachsener Kreisgraben.                   | 28906256 | BW   |
| 52° 59′ 16″ N, 11° 0′ 57″ O | Salderatzen 11, Grabhügel | Annähernd rund, Dm. 9 m, H. ca. 0,7; über den östlichen Hügelbereich verläuft ein Waldweg. Im Westen verwachsener Kreisgraben. | 28906254 | BW   |
| 52° 59′ 15″ N, 11° 1′ 0″ O  | Salderatzen 12, Grabhügel | Annähernd rund. Dm. ca. 10 m, H. bis 0,8 m. Alte längliche Eingrabung im östlichen Randbereich.                                | 28906257 | BW   |

## Schlanze
| Lage                         | Bezeichnung          | Beschreibung | ID                              | Bild |
| ---------------------------- | -------------------- | --- | ------------------------------- | ---- |
| 52° 58′ 24″ N, 10° 57′ 15″ O | Schlanze 1, Landwehr | Die Länge des Landwehrabschnittes in der Gmkg. Schlanze, FStNr. 1 beträgt ca. 200 m. Im südlichen Teil sind zwei parallele Wälle mit innenliegendem Graben vorhanden. Die Breite der Wälle und Gräben beträgt hier ca. 6 m, die Höhe der Wälle ca. 0,8 m, die Tiefe des Grabens bis 1,0 m. Im nördlichen Abschnitt sind Wall und Graben deutlich schmaler (bis 3,5 m) und flacher (H. ca. 0,5 m; T. bis 0,6 m). | 35527652/1/-/ 28921426 35527652 | BW   |

## Wittfeitzen
| Lage                        | Bezeichnung                  | Beschreibung | ID                              | Bild |
| --------------------------- | ---------------------------- | --- | ------------------------------- | ---- |
| 53° 0′ 13″ N, 10° 56′ 8″ O  | Wittfeitzen 2, Landwehr      | Die ehemalige Länge des Landwehrabschnittes in der Gmkg. Wittfeitzen betrug ca. 400 m. Bis heute verschliffen erhalten sind zwei Teilstücke auf jeweils 100 m Länge. Es handelt sich um zwei parallele Wälle mit innenliegendem Graben. Wall- und Graben-Br. jeweils ca. 4 m, H. bis 0,5 m, T. bis 0,5 m. | 35531083/1/-/ 35531048 35531083 | BW   |
| 53° 1′ 41″ N, 10° 55′ 40″ O | Wittfeitzen 3, Großsteingrab | Sprockhoff beschreibt hier eine „Steinkammer in Richtung Nordost-Südwest. In situ stehen der südwestliche Abschlußstein und drei anschließende Träger der südöstlichen Langseite. Das übrige in der Längsrichtung der Kammer liegende halbe Dutzend großer Steine, zum Teil in der Erde steckend, ist gestürzt. Es deutet lediglich darauf hin, daß die Kammer vielleicht 5 Meter lang gewesen ist“. Ein Teil der Findlinge ist heute unter dem Bewuchs fast verschwunden. | 28914601                        | BW   |
| 53° 1′ 6″ N, 10° 56′ 12″ O  | Wittfeitzen 4, Grabhügel     | Annähernd rund; Dm. ca. 10 m, H. bis 1,5 m. Alte zentrale Eingrabung sowie verwachsener Suchschnitt von Südwest nach Nordost über den Hügel. | 35513584                        | BW   |
| 53° 1′ 5″ N, 10° 56′ 4″ O   | Wittfeitzen 5, Grabhügel     | Annähernd rund, Dm. ca. 6 m, H. bis 0,6 m. Nördlicher Rand etwas angeschnitten bzw. eingesunken. | 35513605                        | BW   |
| 53° 1′ 6″ N, 10° 56′ 12″ O  | Wittfeitzen 6, Grabhügel     | Annähernd rund, Dm. ca. 7 m, H. ca. 0,6 m. Gestört durch alte zentrale Eingrabung. Am West-Rand größerer Stein. | 35513619                        | BW   |
| 53° 1′ 8″ N, 10° 56′ 40″ O  | Wittfeitzen 10, Grabhügel    | Annähernd rund; Dm. ca. 8 m, H. ca. 0,9 m. | 35513660                        | BW   |
| 53° 1′ 8″ N, 10° 56′ 41″ O  | Wittfeitzen 11, Grabhügel    | Leicht unförmiger Grabhügel im Durchmesser von ca. 7 Meter und einer Höhe von bis 1 Meter. Am Ostrand großer Granitfindling, am Südwestrand kleine Mulde. | 35513673                        | BW   |
| 53° 1′ 6″ N, 10° 56′ 13″ O  | Wittfeitzen 25, Grabhügel    | Annähernd rund, Dm. ca. 6 m, H. bis 0,3 m; Nord-Seite etwas eingesunken. | 35513641                        | BW   |
| 53° 0′ 7″ N, 10° 59′ 40″ O  | Wittfeitzen 29, Landwehr     | | 35546875                        | BW   |

### Wittfeitzen 12
ID:28914606
12 Grabhügel, Dm. 3–6 m, H. 0,3–0,6 m. Teilweise ausgegraben, drei Hügel bewachsen.

| Lage                        | Bezeichnung    | Beschreibung                                                                                          | ID       | Bild |
| --------------------------- | -------------- | --- | -------- | ---- |
| 53° 1′ 28″ N, 10° 57′ 10″ O | Wittfeitzen 12 | Annähernd rund, Dm. ca. 6 m, H. ca. 0,5 m. Gelände nach Westen weiter fallend.                        | 35842893 | BW   |
| 53° 1′ 27″ N, 10° 57′ 11″ O | Wittfeitzen 13 | Annähernd rund, Dm. ca. 4,5 m, H. ca. 0,3 m. Gelände nach Westen weiter fallend.                      | 35842919 | BW   |
| 53° 1′ 28″ N, 10° 57′ 11″ O | Wittfeitzen 14 | Annähernd rund, Dm. ca. 5,5 m, H. bis 0,5 m.                                                          | 35842938 | BW   |
| 53° 1′ 28″ N, 10° 57′ 11″ O | Wittfeitzen 15 | Rund, Dm. 4 m, H. ca. 0,4 m.                                                                          | 35842957 | BW   |
| 53° 1′ 28″ N, 10° 57′ 11″ O | Wittfeitzen 16 | Annähernd rund, Dm. ca. 5 m, H. ca. 0,6 m.                                                            | 35842976 | BW   |
| 53° 1′ 28″ N, 10° 57′ 11″ O | Wittfeitzen 17 | Rund, Dm. ca. 5 m, H. ca. 0,5 m.                                                                      | 35842995 | BW   |
| 53° 1′ 28″ N, 10° 57′ 11″ O | Wittfeitzen 18 | Annähernd rund, Dm. ca. 6 m, H. ca. 0,4 m; nach Südwesten ebenerdig, am Südost-Rand etwas eingekuhlt. | 35843016 | BW   |
| 53° 1′ 28″ N, 10° 57′ 11″ O | Wittfeitzen 19 | Annähernd rund, Dm. ca. 6 m, H. bis 0,6 m.                                                            | 35843028 | BW   |
| 53° 1′ 28″ N, 10° 57′ 11″ O | Wittfeitzen 20 | Annähernd rund, Dm. ca. 5 m, H. ca. 0,4 m.                                                            | 35843047 | BW   |
| 53° 1′ 28″ N, 10° 57′ 12″ O | Wittfeitzen 21 | Annähernd rund, Dm. ca. 6 m, H. bis 0,6 m.                                                            | 35843066 | BW   |
| 53° 1′ 28″ N, 10° 57′ 12″ O | Wittfeitzen 22 | Annähernd rund, Dm. ca. 6 m, H. bis 0,6 m.                                                            | 35843092 | BW   |
| 53° 1′ 28″ N, 10° 57′ 10″ O | Wittfeitzen 23 | Rund, Dm. 5 m, H. ca. 0,4 m. Gelände nach Westen weiter fallend.                                      | 35843111 | BW   |

## Zebelin
| Lage                         | Bezeichnung         | Beschreibung | ID       | Bild |
| ---------------------------- | ------------------- | --- | -------- | ---- |
| 52° 58′ 24″ N, 10° 57′ 15″ O | Zebelin 7, Landwehr | In der Gemarkung Zebelin ist ein Landwehrabschnitt von ca. 50 m Länge erhalten, der auch in Blatt 87 der Kurhann. LA von 1776 verzeichnet ist. Es sind zwei Wälle mit je ca. 3 m Breite und 0,3 m Höhe erhalten, dazwischen liegt ein Graben von ca. 2 m Breite und 0,2 m Tiefe. In der Gmkg. Marlin sind noch zwei Teilstücke erhalten. Das südliche der beiden ist etwa 170 m lang, die Breite der beiden Wälle beträgt je ca. 4 m, die Wallhöhe bis 0,3 m. Der dazwischen liegende Graben hat eine Breite von ca. 3,5 m und eine Tiefe von 0,3 m. Das nördlichste erhaltene Teilstück hat eine Länge von etwa 230 m. Die Wallbreiten betragen hier ca. 4 m, die Höhe bis 0,6 m; der Graben hat hier eine Breite bis 2,5 m und eine Tiefe von ca. 0,5 m. Im mittleren Bereich ist der westl. Wall durch Waldweg fast vollständig abgetragen. | 35546905 | BW   |